# Perfectial
Perfectial — колишня міжнародна ІТ-компанія з розробки програмного забезпечення, тестування та впровадження програмних продуктів.
З 2021 компанія Perfectial була придбана австрійською компанією Avenga і увійшла до її складу.

## Історія
Компанія заснована у 2010 році у Львові двома українцями Андрієм Скоропадом та Іваном Когутом. Працює на ринку розробки програмного забезпечення із замовниками Європи, США, Канади та Австралії.
У 2015 році стала учасником Львівського ІТ Кластеру — спільноти компаній у галузі інформаційних технологій, які спільно з університетами та міською владою покращують та розвивають ІТ у місті Львів.
У 2016 році компанія відкрила свій представницький офіс у Бостоні, США.
У 2017 році компанія збільшила свій штат до 200 працівників. Цього ж року Perfectial увійшла до «ТОП-20» кращих компаній з розробки програмного забезпечення в Україні за рейтингами Clutch.co.
Також 2017 року Perfectial заснувала дочірню компанію Pixetic, яка спеціалізується на вебдизайні.
У 2018—2019 Perfectial відкрила нові центри розробки в Івано-Франківську та Києві.
У 2019 році компанія пройшла сертифікацію з інформаційної безпеки.
25 листопада 2021 року європейська компанія Avenga купила українського аутсорсера Perfectial. 500 team of 500 інженерів та фахівців з UX влилися до складу Avenga.

## Структура компанії
- Україна — Львів (центр розробки програмного забезпечення)
- Україна — Івано-Франківськ (центр розробки програмного забезпечення)
- Україна — Київ (центр розробки програмного забезпечення)
- Велика Британія — Лондон (репрезентативний офіс)
- США — Бостон (репрезентативний офіс)

## Основні напрямки діяльності
Perfectial спеціалізується в SAP, Java, PHP, JavaScript, Angular.JS, Node.js, Ruby, Android, iOS, Microsoft.NET, Go, Python, вебдизайн, автоматизоване та ручне тестування.
Компанія надає стипендії для навчання на програмі комп'ютерних наук УКУ.
Компанія Perfectial залучена та виступає спонсором п'яти освітніх програм ІТ Кластера, зокрема: IoT, Системи Штучного Інтелекту (Львівська Політехніка), Data Science&Intelligent Systems, Системний Аналіз та Комп'ютерні Науки. Три останні проходитимуть у ЛНУ ім. І. Франка.